# سیگما دلو
سیگما دلو یک ستاره است که در صورت فلکی دلو قرار دارد.